# Халиков, Рамиль Бакирович
Рами́ль Баки́рович Ха́ликов (род. 1 марта 1969) — русский писатель и поэт, литературовед. Псевдоним — Рамиль Бесермен.

## Биография
Закончил Литературный институт имени Горького (отделение прозы, 1995). Член Союза писателей России с 1996 года. Лауреат премии им. Платонова (1994). В настоящее время живет в Москве.

## Литературная деятельность
Литературная деятельность Рамиля Халикова началась в Воронеже. Был одним из основателей литературной группы «Зинзивер». Позднее переехал в Москву.
Под псевдонимом Рамиль Бесермен публиковался в газете «Московский комсомолец» (1993), журналах «Новый мир» (Москва, 1995) «Октябрь» (Москва, 1995), «Толстый журнал» (1996) и других изданиях. Отрывок из романа «Остаток ночи» был издан в 2002 году в сборнике прозы «Пролог» (изд. «Вагриус»). Полностью роман был издан в 2003 году издательством АСТ (под новым названием «Сторож»). Рассказы «Жёлтое платье» и «Рыжая Вера» опубликованы в сборнике прозы «Малый жанр в новейшей русской прозе. Пособие для 10-11 классов».

## Книги
- 2002 — Пролог. Молодая литература России. Сборник прозы, поэзии, критики, драматургии: кол.сб. — М. : Вагриус, 2002. ISBN 5-264-00815-9
- 2003 — Сторож. — М. : Астрель; АСТ, 2003. ISBN 5-17-017219-2, 5-271-06013-6
- 2006 — «Малый жанр в новейшей русской прозе. Пособие для 10-11 классов» Сборник прозы: кол.сб. Составители: Кац Элла Эльханоновна, Карнаух Наталья Леонидовна. — М. : Мнемозина, 2006. ISBN 5-346-00563-3
- 2010 — Остаток ночи. — М. : Lulu.com ISBN 978-5-271-06013-7